# Thomas Lödler
Thomas Lödler (ur. 5 maja 1973 w Čakovcu) – chorwacki i austriacki narciarz alpejski, potem trener, olimpijczyk.

## Kariera
Urodził się w Jugosławii ze związku Austriaka i Chorwatki. Od 2 roku życia mieszkał w Austrii, gdzie rozpoczął karierę sportową. Początkowo reprezentował Austrię, ale nie mógł przebić się do pierwszego składu kadry, więc od 1996 roku startował w barwach Chorwacji.
Po raz pierwszy na arenie międzynarodowej pojawił się w 1992 roku, startując na mistrzostwach świata juniorów w Mariborze. Zajął tam czternaste miejsce w supergigancie i ósme w slalomie.
W zawodach Pucharu Świata zadebiutował 27 października 1996 roku w Sölden, gdzie nie zakwalifikował się do drugiego przejazdu giganta. Pierwsze punkty wywalczył 6 stycznia 1998 roku w Saalbach-Hinterglemm, zajmując 26. miejsce w tej samej konkurencji. Został tym samym pierwszym w historii reprezentantem Chorwacji, który zdobył punkty w zawodach Pucharu Świata. W sezonie 1997/1998 zajął 133. miejsce w klasyfikacji generalnej.
Podczas igrzysk olimpijskich w Nagano w 1998 roku zajął 23. miejsce w gigancie. Zajął też 26. miejsce w tej konkurencji na mistrzostwach świata w Vail/Beaver Creek w 1999 roku.
Po zakończeniu zawodniczej kariery w 1999 roku pracował jako trener w austriackich kadrach narodowych – seniorskiej i juniorskiej. W Lech prowadzi szkołę narciarską i hotel.

## Osiągnięcia

### Igrzyska olimpijskie
| Miejsce | Dzień     | Rok  | Miejscowość | Konkurencja | Czas biegu | Strata | Zwycięzca          |
| ------- | --------- | ---- | ----------- | ----------- | ---------- | ------ | ------------------ |
| DNS     | 16 lutego | 1998 | Nagano      | Supergigant | 1:34,82    | –      | Hermann Maier      |
| 23.     | 19 lutego | 1998 | Nagano      | Gigant      | 2:38,51    | +5,70  | Hermann Maier      |
| DNF2    | 21 lutego | 1998 | Nagano      | Slalom      | 1:49,31    | –      | Hans Petter Buraas |

### Mistrzostwa świata
| Miejsce | Dzień     | Rok  | Miejscowość       | Konkurencja | Czas biegu | Strata | Zwycięzca                |
| ------- | --------- | ---- | ----------------- | ----------- | ---------- | ------ | ------------------------ |
| DNF1    | 12 lutego | 1997 | Sestriere         | Gigant      | 2:48,23    | –      | Michael von Grünigen     |
| DNF2    | 15 lutego | 1997 | Sestriere         | Slalom      | 1:51,70    | –      | Tom Stiansen             |
| DNS     | 2 lutego  | 1999 | Vail/Beaver Creek | Supergigant | 1:14,53    | –      | Hermann Maier Lasse Kjus |
| 26.     | 12 lutego | 1999 | Vail/Beaver Creek | Gigant      | 2:19,31    | +6,10  | Lasse Kjus               |
| DNF1    | 14 lutego | 1999 | Vail/Beaver Creek | Slalom      | 1:42,12    | –      | Kalle Palander           |

### Mistrzostwa świata juniorów
| Miejsce | Dzień     | Rok  | Miejscowość | Konkurencja | Czas biegu | Strata | Zwycięzca      |
| ------- | --------- | ---- | ----------- | ----------- | ---------- | ------ | -------------- |
| 14.     | 26 lutego | 1992 | Maribor     | Supergigant | 1:08,11    | +1,46  | Tobias Hellman |
| 8.      | 1 marca   | 1992 | Maribor     | Slalom      | 1:13,55    | +1,80  | Tobias Hellman |

### Puchar Świata

#### Miejsca w klasyfikacji generalnej
- sezon 1996/1997: -
- sezon 1997/1998: 133.
- sezon 1998/1999: -

### Miejsca na podium
Lödler nigdy nie stanął na podium zawodów PŚ.